# Alpina degenerata
Alpina degenerata är en fjärilsart som beskrevs av Edward Alfred Cockayne 1953. Alpina degenerata ingår i släktet Alpina och familjen mätare. Inga underarter finns listade i Catalogue of Life.